# Zamolčani avtorji
Zamolčani avtorji je v slovenski literarni in kulturni zgodovini zbirno poimenovanje za književnike, ki so med 2. svetovno vojno ali po njej padli ali bili ubiti in za katere je v času po vojni veljalo izobčenje iz kulturnega življenja. Izraz naj bi zajemal le tiste avtorje, ki za časa življenja niso bili literarno uveljavljeni. Za uveljavljene se raje uporablja izraz prepovedana literatura oz. prepovedani avtorji. Od pojma zamolčanih avtorjev je treba razlikovati tudi pojem pozabljenih in spregledanih avtorjev in del, ki se nanaša tudi na druga obdobja in njihova odsotnost v literarni zgodovini nima samo nazorskega ali političnega ozadja.

## Zgodovinsko ozadje pojma
Avtorji, ki jih zajema izraz, so pripadali tedanji najmlajši generaciji slovenskih književnikov, rojenih okoli leta 1920. Ker je povojna oblast načrtno spregledala njihovo literarno dejavnost, poleg tega pa njihova dela večinoma še niso izšla v knjižni obliki (izjemi sta France Balantič in Jože Šerjak) se jih raje poimenuje zamolčani kot prepovedani avtorji. Njihovo delo je ostalo v rokopisu ali raztreseno po literarnih revijah in drugih publikacijah. Kot žrtve revolucije jih je (Franceta Balantiča, Stanka Vuka, Lada Piščanca, Frančka Preloga, Lojzeta Grozdeta in Franceta Kremžarja) v Slovenčevem koledarju za leto 1945 s kratkim življenjepisom in pesmijo oz. proznim odlomkom predstavil Tine Debeljak. Edino delo iz kroga teh avtorjev, ki je bilo po vojni z odlokom Ministrstva za prosveto izločeno iz prometa, je bila Balantičeva zbirka V ognju groze plapolam, izdana po njegovi smrti leta 1944.
Nazorsko je večina zamolčanih avtorjev pripadala katoliško-konservativni smeri in je med vojno sodelovala v protikomunističnih enotah (MVAC in slovenskih domobrancih), trije so padli v partizanskih enotah, vendar so bili zaradi politične usmerjenosti (vsi so bili krščanski socialisti) prav tako zamolčani. Eden je bil mobiliziranec v nemško vojsko, tri pa so med vojno likvidirale partizanske enote kot civiliste pod obtožbo kolaboracije. V literarnih zgodovinah in v diplomskih seminarjih na slavistiki so bili nekateri od teh avtorjev sicer obravnavani, Balantič celo sorazmerno obširno, kar pa ni imelo odmeva v širši kulturni javnosti.
Dokument, ki je po vojni omejeval razpoložljivost knjižnih del, je bil Seznam izločenih knjig, ki ga je 27. julija 1945 izdalo Ministrstvo za prosveto. Pri natisu novih del je uredniška politika založb samodejno obšla dela, ki bi lahko povzročila vznemirjenje v KPS, prav tako je bilo del splošnega védenja, ne pa pisne prepovedi, katere teme niso zaželene.

## Usoda literarne zapuščine
Neobjavljena literarna zapuščina zamolčanih avtorjev je doživela po vojni zelo različno usodo. Večina se je nahajala pri sorodnikih in znancih, nekaj tudi na krajih, kjer so avtorji nazadnje prebivali. Za več kot polovico ni razen revijalno objavljenih del ostalo nič in je njihova zapuščina bodisi izgubljena, uničena ali je sploh ni bilo. Ker je nad njimi visel madež kolaborantstva, se več desetletij za njihovo literarno dejavnost ni vedelo. Velika izjema je bil France Balantič, ki je bil pojem zamolčanega pesnika in še danes simbolizira vso skupino. Po pričevanju Franceta Pibernika so ga na univerzi (takratni slavistiki) brali vsi, tudi člani partije, čeprav je bila njegova zbirka prepovedana in iz javnih knjižnic večinoma premeščena v t. i. D-fond NUK-a, kamor se je dalo priti le s pisnim priporočilom raziskovalne inšitutcije. V literarnih zgodovinah se je pred letom 1990 pojavil samo Balantič. Leta 1966 je bila celotna izdaja njegove zbirke Muževna steblika (DZS, ur. Mitja Mejak) uničena v papirnici Vevče. 
Ker so bile družbene razmere v SR Sloveniji nenaklonjene raziskovanju in objavljanju njihovih del, je njihova literarna zapuščina najprej izhajala v zamejstvu (Trst, Gorica) in zdomstvu (Buenos Aires), pred osamosvojitvijo Slovenije je v domovini izšel le izbor Balantičevih pesmi (Muževna steblika. Ljubljana: DZS, 1984. (COBISS)). Zamolčanost ukinja leta 1991 izdana antologija Jutro pozabljenih, v kateri je večina med njimi natisnjenih sploh prvič po svoji smrti.

## Zamolčani avtorji danes
Najkvalitetnejša avtorja tega kroga, Ivan Hribovšek in France Balantič, sta uvrščena v zbirko Zbrana dela in s tem kanonizirana slovenska književnika, prav tako je o njunih življenjih in delu izšlo več knjig, večinoma v avtorstvu Franceta Pibernika. Ostali avtorji, katerih zapuščina ni bila izgubljena, so s posameznimi deli objavljeni v periodičnih publikacijah (Leopold Legat, Stane Bračko, Franček Prelog, Janez Klarič, Franček Štabuc) oz. so njihova dela izšla monografsko (Odon Peterka, Lojze Grozde, Karel Starc, Tone Polda, Lado Piščanc (ponatis zbirke iz 1950)).

## Seznam zamolčanih avtorjev
Seznam zamolčanih avtorjev je povzet po seznamu pesnikov in pisateljev, uvrščenih v antologijo Jutro pozabljenih. Izpuščamo pa Narteja Velikonjo in Stanka Vuka. Velikonja je bil po vojni obsojen in usmrčen, njegova dela pa prepovedana, vendar je pripadal starejši generaciji pisateljev, Stanko Vuk pa kot simpatizer OF ni bil anatemiziran, leta 1959 je v Kopru izšla njegova knjiga Zemlja na zahodu. V generacijo zamolčanih avtorjev spada tudi Mitja Šarabon, ki pa je vojno preživel in po njej, četudi z zamikom, objavljal svoja literarna dela.
- Lado Piščanc (r. 1914, ubit v partizanskih represalijah l. 1944 v Lajšah nad Cerknim)
- France Kunstelj (r. 1914, ubit l. 1945 na Teharjah)
- Tone Čokan (r. 1916, ubit v sumljivih okoliščinah v partizanih l. 1942)
- Tone Polda (r. 1916, ubit l. 1945 med begom iz teharskega taborišča)
- Viktor Zorman (r. 1918, ubit l. 1945 po vrnitvi domobrancev s Koroške)
- Jože Šerjak (r. 1918, ubit verjetno na Teharjah l. 1945)
- Franček Štabuc (r. 1919, likvidiran kot kolaborant l. 1944)
- Janez Borštnar (r. 1919, padel kot domobranec l. 1945)
- Janez Klarič (r. 1920, padel kot partizan med roško ofenzivo l. 1942)
- Karel Starc (r. 1920, mobiliziran v nemško vojsko, umrl neznano kje po letu 1944)
- France Balantič (r. 1921, zgorel kot domobranec l. 1943 v postojanki v Grahovem)
- Janez Remic (r. 1921, ubit po vrnitvi domobrancev l. 1945)
- Janez Tominc (r. 1921, ubit v nepojasnjenih okoliščinah kot partizan l. 1942)
- Franček Prelog (r. 1922, ubit kot ujetnik s Turjaka l. 1943)
- Ivan Hribovšek (r. 1923, ubit kot vrnjen domobranec l. 1945 na Teharjah ali v Kočevju)
- Stane Bračko (r. 1923, ubit l. 1945 domnevno v kočevskih jamah)
- Lojze Grozde (r. 1923, mučen in ubit l. 1943 kot domnevno italijanski ovaduh)
- Leopold Legat (r. 1925, ubit kot vrnjen domobranec na Teharjah l. 1945)
- Odon Peterka (r. 1925, ubit kot domobranec v kočevskih jamah l. 1945)